# Louis Henri Boussenard
Louis Henri Boussenard (n. 4 octombrie 1847, Escrennes, Centre-Val de Loire, Franța – d. 11 septembrie 1910, Orléans, Franța) a fost un autor francez de romane de aventuri, numit în timpul vieții sale un „Rider Haggard francez”, dar mai bine cunoscut astăzi în Europa de Est decât în țările francofone. Ca o măsură a popularității sale, 40 de volume ale scrierilor sale au fost publicate în Rusia Imperială în 1911.
Medic de profesie, Boussenard a călătorit prin coloniile franceze, în special în Africa. El a luptat în Războiul Franco-Prusac, dar în curând s-a predat soldaților prusaci, o experiență amară care ar putea explica abordarea naționalistă prezentă în multe dintre romanele sale. Unele dintre cărțile sale demonstrează o anumită prejudecată împotriva britanicilor și americanilor, fapt care a contribuit, probabil, la obscuritatea sa și la lipsa de traduceri în lumea vorbitoare de limba engleză.
Umorul picaresc al autorului a înflorit în primele sale cărți, À travers Australie: Les dix milioane de l'Opossum rouge (1879), Le tour du monde d'un gamin de Paris (1880), Les Robinsons de la Guyane (1882), Aventures périlleuses de trois Français au pays des diamants (1884, cu acțiunea petrecută într-o peșteră misterioasă aflată sub cascada Victoria), The Crusoes of Guyana; or, The White Tiger (1885) și Les étrangleurs du Bengale (1901).
Cea mai cunoscută carte a lui Boussenard, Căpitanul Casse-Cou (Le Capitaine Casse-Cou, 1901), are acțiunea petrecută în timpul Războiului Burilor. L'île en feu (1898) prezintă lupta pentru independență dintr-o Cubă ficțională. Dorind să-l imite pe Jules Verne, Boussenard a scris, de asemenea, mai multe romane SF, în special Les secrets de monsieur Synthèse (1888) și Dix mille ans dans un bloc de glace (1890), ambele traduse de Brian Stableford în 2013, sub titlul Monsieur Synthesis. (ISBN 978-1-61227-161-3)

## Legături externe
- Lucrări de Louis Henri Boussenard la Proiectul Gutenberg